# Viktor Aleksandrovič Sadovskij
Viktor Aleksandrovič Sadovskij (Pietrogrado, 26 dicembre 1922 – San Pietroburgo, 12 novembre 1997) è stato un regista sovietico.

## Filmografia parziale

### Regista
- Udar! Eščё udar! (1968)
- Chod beloj korolevy (1971)
- Odinnadcat' nadežd (1975)
- Vsё rešaet mgnovenie (1978)
- Devuška i Grand (1981)